# Dmitrij Maksutow
Dmitrij Dmitrijewicz Maksutow (ros. Дмитрий Дмитриевич Максутов, ur. 11 kwietnia?/23 kwietnia 1896 w Odessie, zm. 12 sierpnia 1964 w Leningradzie) – rosyjski fizyk i astronom amator.
W 1914 ukończył Wojskową Szkołę Inżynieryjną w Petersburgu. Prowadził badania w dziedzinie optyki, specjalizował się w optyce astronomicznej. W 1941 roku wynalazł teleskop meniskowy, zwany kamerą Maksutowa. Był członkiem Akademii Nauk ZSRR (od 1946 członek korespondent). Dwukrotnie otrzymał Nagrodę Stalinowską (1941 i 1946).

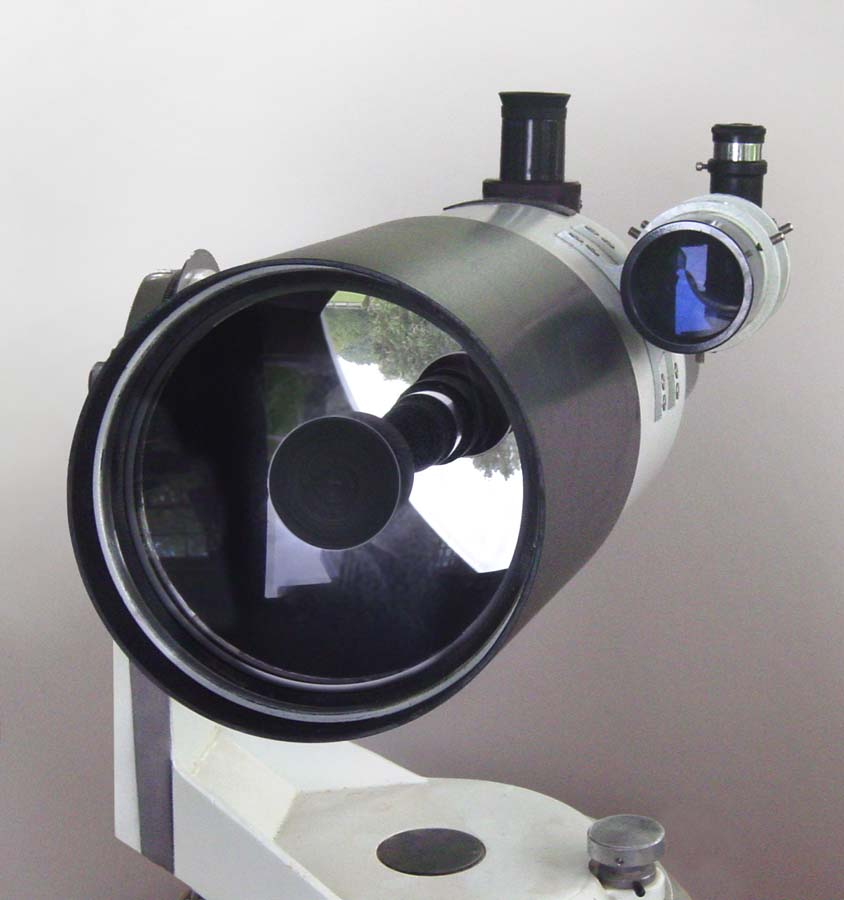
Teleskop konstrukcji Maksutowa